# Districtes electorals de Catalunya durant la Restauració borbònica
Entre l'any 1871 i l'any 1923, les eleccions al Congrés dels Diputats es van celebrar segons el sistema d'escrutini uninomial majoritari (conegut com First-past-the-post; FPTP; en anglès). Aquest consisteix en dividir el territori en un número de districtes igual al número de diputats. El candidat amb més vots en cada districte és proclamat guanyador.
A partir de les eleccions del 8 de març de 1871, Catalunya comptava amb 42 districtes uninominals. 18 a la província de Barcelona i 8 a les províncies de Girona, Lleida i Tarragona respectivament.
A partir de les eleccions del 20 d'abril de 1879, arrel de la llei del 30 de desembre de 1878, els 5 districtes uninominals de la ciutat de Barcelona es van unir en un sol districte plurinominal, on s'escullien 5 diputats. Els districtes de Falset i Reus van ser annexionats pel de Tarragona, que va passar a escollir 3 diputats. Així, Catalunya seguia escollint 42 diputats: 34 en districtes uninominals (13 a Barcelona, 8 a Girona i Lleida i 5 a Tarragona) i 8 en dos districtes plurinominals.
La llei del 22 de gener de 1887 va crear el nou districte de Sabadell a la província de Barcelona, que va elevar el nombre de diputats catalans a 43, a partir de les eleccions de l'1 de febrer de 1891.
A les eleccions del 16 d'abril de 1899, Catalunya assoleix el seu màxim de 44 diputats, que mantindrà fins al 1923. En els comicis, el districte de Barcelona absorbeix el de Gràcia, i passa a escollir 7 diputats. Així, Barcelona escollirà un total de 20 diputats, i les altres províncies en seguiran escollint 8 cadascuna.

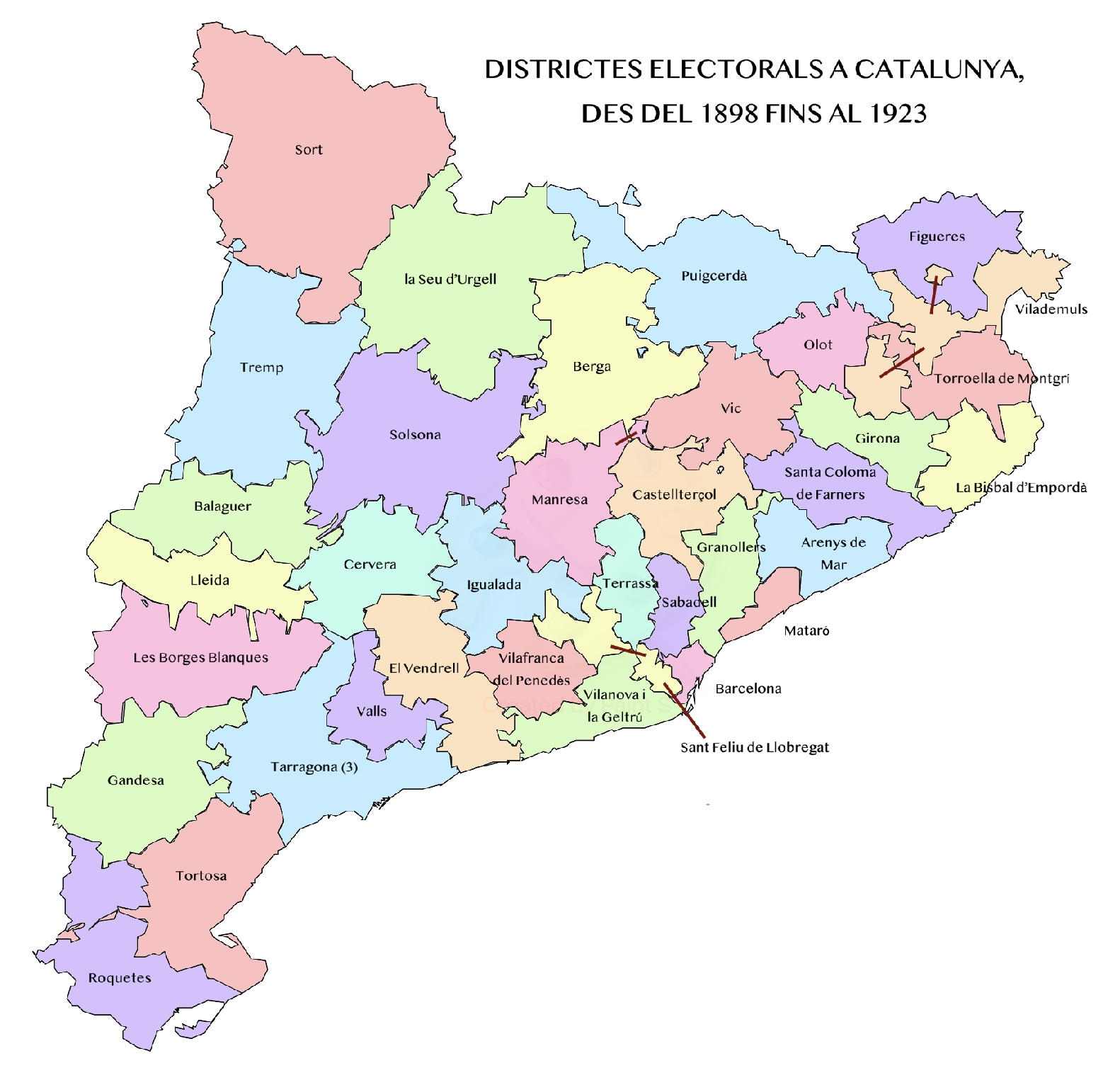

## Districtes de la província de Barcelona
1. Arenys de Mar
2. Barcelona (des del 1878)
3. Barcelona I (fins al 1878)
4. Barcelona II (fins al 1878)
5. Barcelona III (fins al 1878)
6. Barcelona IV (fins al 1878)
7. Barcelona V (fins al 1878)
8. Berga
9. Castellterçol
10. Gràcia (fins al 1898)
11. Granollers
12. Igualada
13. Manresa
14. Mataró
15. Sabadell (des del 1887)
16. Sant Feliu de Llobregat
17. Terrassa
18. Vic
19. Vilafranca del Penedès
20. Vilanova i la Geltrú

## Districtes de la província de Girona
1. La Bisbal d'Empordà
2. Figueres
3. Girona
4. Olot
5. Puigcerdà
6. Santa Coloma de Farners
7. Torroella de Montgrí
8. Vilademuls

## Districtes de la província de Lleida
1. Balaguer
2. Les Borges Blanques
3. Cervera
4. Lleida
5. La Seu d'Urgell
6. Solsona
7. Sort
8. Tremp

## Districtes de la província de Tarragona
1. Falset (fins al 1878)
2. Gandesa
3. Reus (fins al 1878)
4. Roquetes
5. Tarragona (fins al 1878)
6. Tarragona (des del 1878)
7. Tortosa
8. Valls
9. El Vendrell